# Церква святої Параскеви Терновської (Худиківці)
Церква святої Параскеви Терновської в Худиківцях — парафія і храм греко-католицької громади Мельнице-Подільського деканату Бучацької єпархії Української греко-католицької церкви в селі Худиківці Чортківського району Тернопільської области.
Оголошена пам'яткою архітектури місцевого значення (охоронний номер 420).

## Історія церкви
Перша згадка про греко-католицьку парафію та будівництво церкви датується 1702 роком. Парафія була греко-католицькою до 1946 року, після чого, до 1990 року, належала до РПЦ. З 8 квітня 1990 року громада знову перебуває під юрисдикцією УГКЦ.
Храм реставрували двічі: у 1926 та у 2011 році.
При парафії діють братство «Пресвятого Серця Ісусового» (з 1995 року), недільна школа (з 2001 року) та Вівтарне братство (з 1991 року).
На території парафії є дві каплички, хрести парафіяльного значення та пам'ятний знак на честь 2000-ліття Різдва Христового.

## Парохи
- о. Іван Франкевич (1724—1732),
- о. Франкевич (1859),
- о. Іван Струтинський (1859—1867),
- о. Іван Целевич (1867—1881),
- о. Іван Кріжановський (1881—1886),
- о. Омелян Глібовицький (1887—1889)[2],
- о. Михайло Болнар (1889—1891),
- о. Яків Сербинський (1891—1900),
- о. Авксеній Глібовецький (1900—1904),
- о. Петро Саврій (1904—1905),
- о. Михайло Струмінський (1905—1909),
- о. Іван Волошин (1909—1913),
- о. Михайло Шишкевич (1913—1920),
- о. Степан Іскович (1920—1929),
- о. Антін Барицький (з 2 жовтня 1929—?),
- о. Михайло Смішко (з травня 1980